# Тексас инструментс TI-99/4A
Тексас инструментс TI-99/4 (енгл. Texas Instruments TI-99/4) био је први рачунар фирме Тексас инструментс намењен за тада ново тржиште личних рачунара. Рачунар је почео да се продаје 1979. године.
Заснован је на 16-битном 9940 микропроцесору, што је било први пут да је такав процесор коришћен у кућном рачунару.
Продавао се по цени од 1150 долара, високој за кућне рачунаре тог доба, што је условило његов тржишни неуспех.
Године 1980, Тексас инструментс заменио је овај први модел с бољим и јефтинијим моделом TI-99/4А, који је имао графику у боји и продавао се за 525 долара.

## Детаљни подаци
Детаљнији подаци о рачунару TI 99 дати су у табели испод.
|                       | |
| Тексас инструментс    | |
| Произвођач            | Тексас инструментс |
| Тип                   | Кућни рачунар |
| Меморија              | 16 . Картица за проширење меморије се могла додати: 4 или 32 (до 52 )                                                    |
| Поријекло             | САД |
| Година                | 1981 |
| Тастатура             | тастатура, 48 тастера |
| Процесор              | 9900 (са 256 бајтова кеш меморије)                                                                                       |
| Фреквенција процесора | 3,3 |
| RAM                   | 16 . Картица за проширење меморије се могла додати: 4 или 32 (до 52 )                                                    |
| ROM                   | 26 : 8 ROM повезано с процесором + 18 ROM у колима byte-serial bit-mapped (познато под именом GROM, Graphic Only Memory) |
| Текст                 | 32 x 24 (16 боја), 40 × 24 (2 боје)                                                                                      |
| Графика               | Вишебојни режим: 48 × 64 са 16 боја                                                                                      |
| Боја                  | 16 |
| Звук                  | 3 канала, 5 октава (110 Hz до 55 kHz) и 1 канал шума (периодички и бели)                                                 |
| Димензије             | 38 × 25,5 × 6 цм / 2,15 кг                                                                                               |
| Портови               | |
| Оперативни систем     | Посебни систем, могла се додати картица p-code, што је давало приступ до UCSD p-system-а и Паскал компилатора.           |